# Le Super-Classeur
Le Super-Classeur (Trapper Keeper en version originale) est le douzième épisode de la quatrième saison de la série animée South Park, ainsi que le 60e épisode de l'émission.

## Synopsis
À l'arrêt de bus, Kyle montre à Stan et Kenny son super-classeur Dawson, mais lorsque Cartman arrive avec un super-classeur Dawson Ultra + Futura 2000, Kyle est immédiatement jaloux. Dans le bus, les enfants rencontrent un nouvel élève, beaucoup plus âgé qu'eux, qui prétend s'appeler Bill Cosby et qui semble s'intéresser énormément au nouveau classeur de Cartman. Parallèlement, Ike rentre en grande section de maternelle.